# Fox Cove-Mortier
Fox Cove-Mortier es un pueblo canadiense situado en la provincia de Terranova y Labrador.

## Superficie
Fox Cove-Mortier tiene una superficie de 25,39 km².

## Demografía
En 2021, tenía 252 habitantes, una densidad poblacional de 9,9 hab./km², y 148 viviendas.